# Mitromorpha striolata
Mitromorpha striolata is een slakkensoort uit de familie van de Mitromorphidae. De wetenschappelijke naam van de soort is voor het eerst geldig gepubliceerd in 1932 door Turton W. H..